# Belägringen av Viborg
Belägringen av Viborg skedde under våren 1710 i samband med det stora nordiska kriget (1700–1721). Det var det andra och slutgiltiga försöket som ryssarna gjorde för att inta den befästa staden efter ett misslyckat försök år 1706. Efter krigsutbrottet hade svenska trupper befäst sig i Viborgs hamn. För att skydda den nybildade staden Sankt Petersburg ville Peter den store inta Viborgs slott. Planerna lades på is på grund av andra pågående konflikter, men efter den ryska segern i slaget vid Poltava i juni 1709 hade han tillräckligt med soldater och resurser för att belägra staden. 
13 000 man under generalamiral Fjodor Apraksin marscherade till Viborg och belägrade staden den 22 mars 1710. Befälhavaren för Viborgs slott, Magnus Stiernstråle, väntade förgäves på svenska hjälptrupper medan ett dödläge uppstod eftersom ryssarna hade ont om artilleri. I april lyckades Peter den store få dit en flotta på 250 fartyg för att leverera vapen och förnödenheter, för att därefter inleda ett bombardemang av staden. Efter många påtryckningar kapitulerade den svenska garnisonen den 12 juni 1710.

## Bakgrund

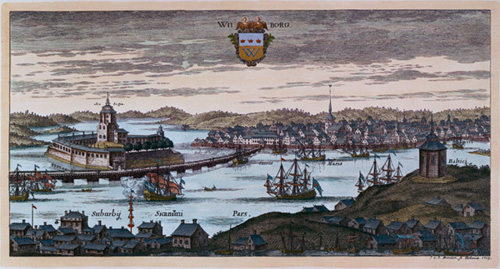
En gravyr från 1709, med Viborgs slott till vänster.

Efter den ryska arméns seger i slaget vid Poltava kunde ryska trupper påbörja nya operationer mot de svenska Östersjöprovinserna. År 1710 genomförde den ryska armén en offensiv i två riktningar: vid Östersjöns kust (där staden Riga belägrades hösten 1710) och i Finland, med attacker mot Viborg och Kexholm. Ansvaret för belägringen av Viborg anförtroddes generalamiral Fjodor Apraksin. Dennes underordnade var generalmajorerna Roman Bruce och Wilhelm Bergholtz. Före belägringen hade Bruce och Bergholtz genomfört defensiva operationer, främst i försvaret av Sankt Petersburg. De skulle senare leda offensiven i Finland. De valdes därför att de befälhavare som på den tiden var de mest erfarna i belägringskrigföring (inklusive Boris Sjeremetev, Jacob Bruce och Anikita Repnin) var stationerade kring Riga. Följaktligen ansågs det vara möjligt för Peter den store att själv föra befäl över sina trupper vid Viborg, så att han inte skulle behöva omfördela de erfarna generalerna och därmed äventyra anfallen mot Riga.

### Viborgs befästningar

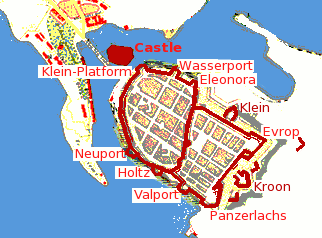
Viborgs befästningar före belägringen.

År 1709 bestod Viborgs fästning av fem frontala bastioner vid namn Holtz, Neuport, Klein-Platform, Wasserport och Eleonora. Fästningen förbands med Viborgs stadsmur i den östra delen av staden. Den västra delen av staden, som var ansluten till huvudsektionen, hade tre bastioner vid namn Valport, Panzerlachs och Evrop. Väster om muren, mellan Panzerlachs och Evrop, låg en ravelin och två kaponjärer, och mellan Evrop och Eleonora låg en annan ravelin. Båda ravelinerna var gjorda av lera, medan den östra delen av fortet var helt gjord i sten. Den västra delen var mestadels gjord i trä, med undantag för ett stenvakttorn kallat Petersburgstornet. Viborgs slott låg separat från dessa befästningar, på en liten holme öster om staden. Byggnaden står kvar än idag. Fästningen hade 151 kanoner till sitt försvar.
Vid denna tid hade befästningarna förfallit eftersom den svenska ledningen inte ägnade denna besittning någon större tillsyn, och nästa inga medel anslogs för renoveringar. Dessutom ansåg de att fästningarna vid Nöteborg och Nyenskans utgjorde ett tillräckligt försvar för regionen. Men år 1702 avslutades vissa reparationer av fästningen, under ledning av kapten L. Stobecks.
Enligt historikern Julia Moshnik bestod Viborgs garnison år 1710 av 6 000 man, medan andra  historiker, som B. Adamovich och AI. Dubravin, räknar med 4 000. Efter år 1702 leddes garnisonen av Zacharias Aminoff, som var gammal och sjuk, vilket var anledningen till att han ersattes i februari 1710 av överste Magnus Stiernstråle, som genast påbörjade stadens befästning.

### Tidigare försök
Ryssland hade redan tidigare försökt inta Viborg. I oktober 1706 sände man en belägringsarmé under befäl av Robert Bruce. Den 22 oktober förde man mörsare på plats och inledde en beskjutning av Viborgs fästning som pågick i fyra dagar och orsakade fem bränder. Efter beskjutningen retirerade de ryska trupperna till Sankt Petersburg, eftersom befälhavarna insåg att en belägring inte kunde genomföras utan tillgång till större kanoner och stöd från den ryska flottan. Dessutom var hösten en olämplig tid för att genomföra en belägring. Tanken på att på nytt försöka inta Viborg framkastades av Peter den Store år 1708, men förslaget förkastades av militären på grund av den nyligen inledda svenska offensiven under ledning av Karl XII.

## Belägringen
Peter den stores plan för Viborgs andra belägring involverade Rysslands armé och flotta, och fästningen skulle intas efter en långvarig belägring. I februari 1710 samlades en specialiserad belägringsarmé på ön Reitskär. Den här gången kom det ryska anfallet i två steg. Den 2 mars 1710 fick general Apraksin order om att anfalla Viborg, och han planerade att marschera ut den 15 mars. Den 16 mars var han dock fortfarande kvar på Reitskär och han skrev till Robert Bruce att han avsåg att avgå nästa dag. Faktum är att han först den 21 mars marscherade iväg, och han anlände med kavalleriet till Viborg samma dag, medan infanteriet och kanonerna anlände dagen därefter.

### Ryska arméns ankomst
När belägringsarmén anlände till Viborg den 22 mars ockuperade de stadens utkanter och landsbygd, vilket tvingade svenskarna att omgruppera bakom stadsmuren. Svenskarna försökte bränna ner den del av staden som låg utanför muren för att hindra den från att falla i ryska händer, men misslyckades då de drevs tillbaka in i sina befästningar.
Detta skedde under svensk artillerield. Från den 21 till den 29 mars (då, enligt Aleksander Myshlayevsky, ryssarna började avfyra sitt artilleri), hade 66 bomber och 1 200 kanonkulor avfyrats av det svenska artilleriet. Svenskarna försökte även göra ett markanfall, men drevs tillbaka till fästningen.
Det uppskattade antalet artilleripjäser som förts till Viborg varierar i olika beräkningar, främst därför att källorna ger olika uppgifter. Enligt de flesta källorna fanns det tio 12-pundiga kanoner och tre mörsare. NG Ustryalov trodde att det fanns tio 12-pundare och fem mörsare, MM Borodkin räknade med 24 kanoner och fyra mörsare och MV Vasiliev med 12 kanoner och fyra mörsare. Ingen av dessa historiker uppger dock några källor för sina siffror. I ett brev från Fjodor Apraksin till Peter den store, daterat 2 april 1710, uppger han att "fienden har konstruerat tre batterier mot oss; de skjuter kraftfullt och träffsäkert: en av våra kanoner förstördes av dem, och en annan sprängdes efter ett flertal beskjutningar; vi har 10 kanoner kvar i våra batterier.” (Detta är den enda bevarade skrivna uppgift som säger att det svenska artilleriet lyckades förstöra ryska kanoner under belägringen.) Således kunde Myshlaevsky dra slutsatsen att det tidigare fanns 12 kanoner vid Viborg, men att endast tio av dem användes i belägringen eftersom två slogs ut.  Det fanns troligtvis tre mörsare, även om det inte finns några primära källor som kan validera denna uppgift.
Ryssarna hade därmed brist på artilleri och nya pjäser kunde inte föras in. Detta berodde på att det var mycket svårt att förflytta dem över land, och havet hade inte frusit till tillräckligt för att isarna skulle hålla för transporter.

### Beskjutningen

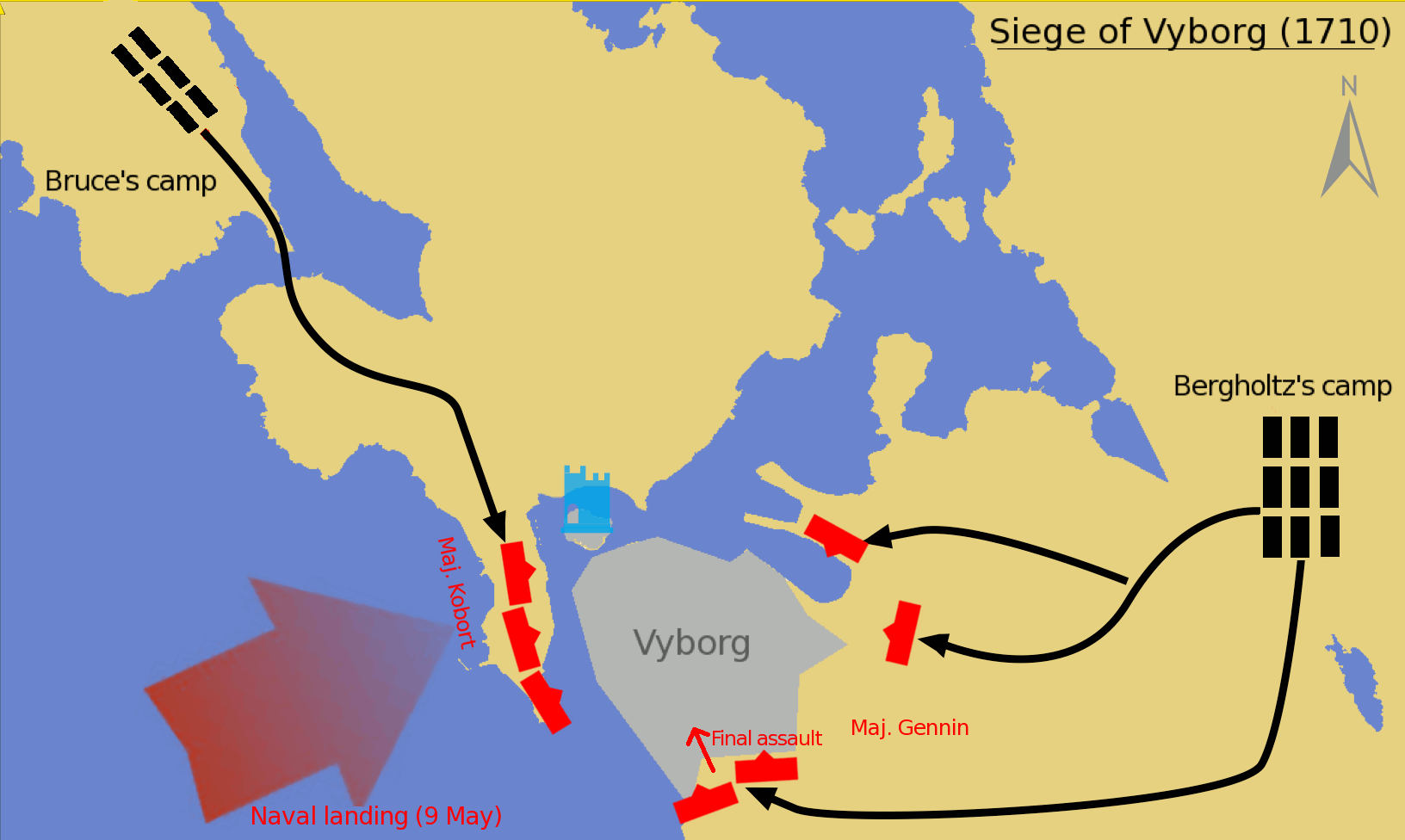
Ryska trupprörelser och batteripositioner.

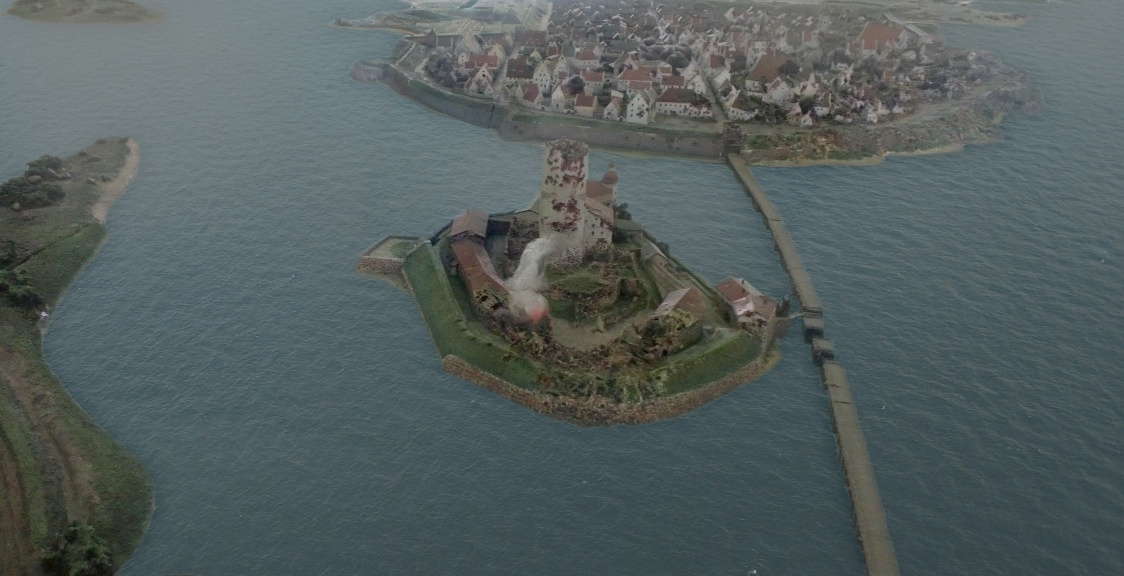
Viborgs slott i lågor efter den ryska attacken mot staden 1710.

Det går inte att säkert säga vilken dag ryssarna inledde sin beskjutning av fästningen. Baserat på rapporter från Apraksin till Peter den store och på dennes personliga anteckningar, öppnade det ryska artilleriet eld den 1 april. Men Apraksin rapporterade till tsaren att han "började bombardera Viborg och slottet den 30 mars, och den första dagen planterades 130 bomber, och den andra 90." Aleksander Myshlayevsky publicerade en förteckning över hur många skott som avfyrades från mörsare och kanoner mot Viborg från 21 mars till 9 april, och hur många av dessa som orsakade staden skada. Där hävdar han att beskjutningen inleddes den 29 mars, då man avfyrade 150 mörsarkulor och 60 kanonkulor. Under de kommande tre dagarna användes bara mörsarna, vilka avfyrade 100 skott per dag. Under den första perioden av belägringen avfyrade ryssarna sammanlagt 2975 skott från mörsarna och 1 531 från kanonerna. Svenskarna i sin tur avfyrade 399 mörsarkulor och 7 464 kanonkulor; vilket innebär att den svenska elden fullt ut motsvarar den ryska. Den 5 april konstaterade Apraksin att "våra kanoner hjälper oss bara lite, för de är ganska små och lätta; när vi börjar skjuta skjuter motståndaren en av tio." Men mörsarna tillfogade stora skador på Viborg och fästningen, vilket tvingade stadens medborgare att fly ner i källarna. Trots denna beskjutning var soldaterna tvungna att stanna kvar på sina poster, och man led svåra förluster.
Strax föreslog generalmajorerna Bruce och Bergholtz för Apraksin att man skulle storma fästningen, i stället för att vänta på "att man skapat en öppning". Deras resonemang gick ut på att om man väntade kunde man förlora fler soldater genom skador och sjukdomar än vad man skulle förlora under ett anfall. När Peter den store i ett brev från Apraksin informerats om deras slutsatser, ansåg han att ett anfall i detta skede skulle kunna vara "mycket avgörande, men också mycket farligt."  Till slut överlämnade han beslutet till general Apraksin. Denne ville inte själv bära ansvaret för ett eventuellt misslyckande, och bestämde sig därför för att invänta förstärkningar sjöledes så fort isen hade smält.
Den svenska garnisonen fick snart ont om mat och ammunition, och hoppades på att få hjälp från den svenska flottan, vilken inte heller kunde ta sig fram förrän isen smält. Ryssarna, å andra sidan, hade också ont om mat och ammunition, och vägarna mellan Viborg och Sankt Petersburg förstördes av tjällossningen i samband med att de tinade upp. Detta innebar att också ryssarna fick förlita sig på sjövägen för att få tillgång till militärt stöd och förnödenheter. Ingendera sidan kunde därmed anfalla den andra sidan emedan båda väntade på sina respektive flottor. Den sida vars flottstyrka anlände först skulle få en avgörande fördel i kampen om Viborg.

### Ryska förstärkningar

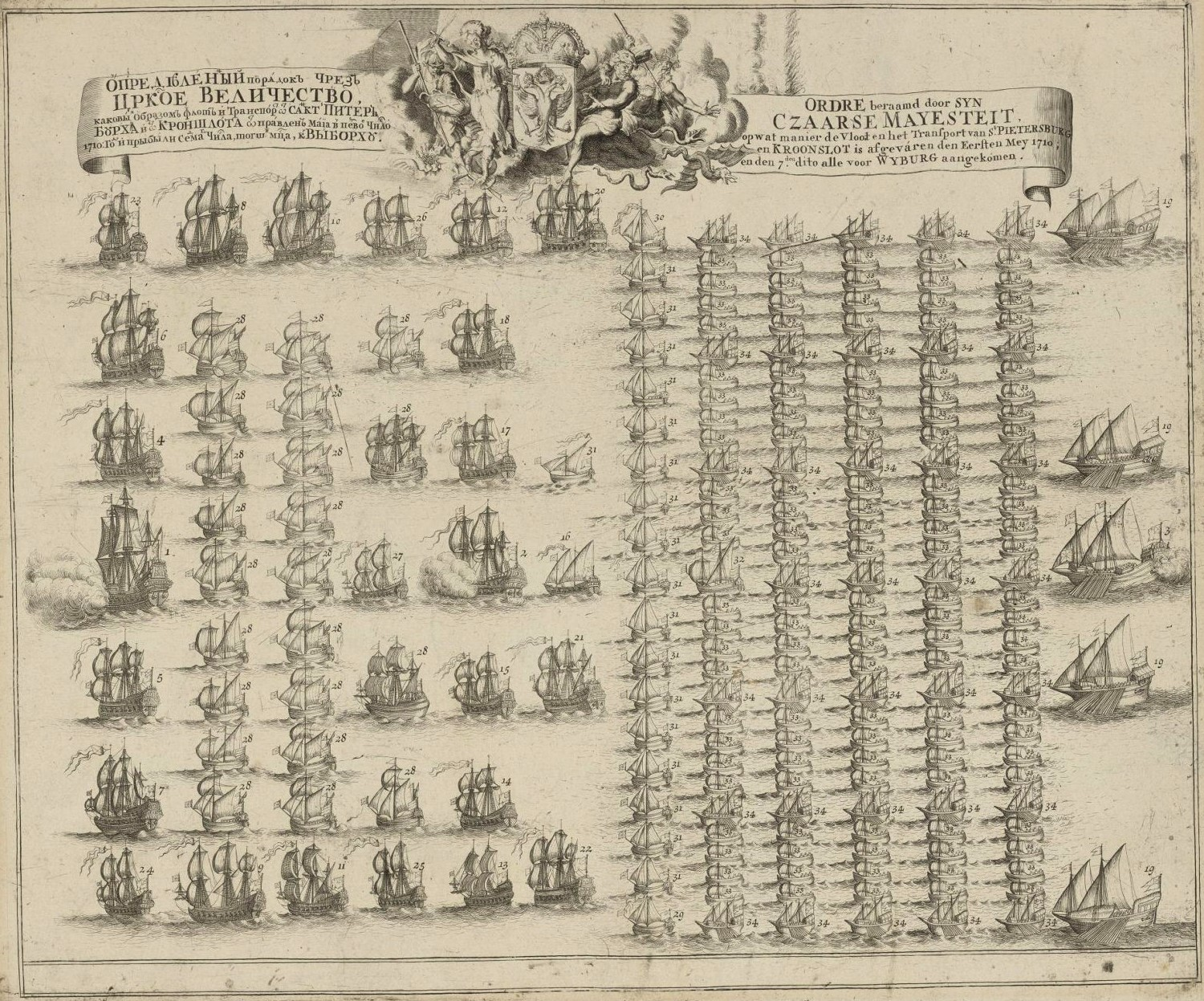
En samtida illustration av den ryska flottan som anlände till Viborg.

Under tiden var förberedelserna i Sankt Petersburg redan igång för en amfibieattack mot Viborg. De redskap som behövdes för belägringen hämtades från Peter-Paulfästningen. Den 4 april fick Kyrillos Narysjkin, Sankt Petersburgs första kommendant, order om att skicka tjugo 18-pundiga kanoner tillsammans med 9 000 kanonkulor till Viborg från Narva (genom Sankt Petersburg), "till lands eller till sjöss, beroende på vilken väg som är mer praktisk”. Men Naryshkin kunde inte iordningställa artilleriet tillräckligt snabbt, och först den 25 april skickade han kanonerna till Reitskär, där dessa mottogs av kapten Solovoy.
Peter den store ansåg sig inte kunna vänta på kanonerna, och den 30 april gav han sig därför iväg med sin flotta. Han kunde inte skjuta upp sin avfärd längre på grund av de ryska belägringstruppernas brist på ammunition och förnödenheter. Eftersom isen fortfarande var tjock var resan till Viborg mycket svår. Besättningen blev tvungen att "dra ner en liten kanon på bogsprötet och släppa ner den på isen" för att denna kanon skulle bryta isen. Många av transportfartygen drevs ur kurs på grund av vinden och isen, och dessa fartyg var svåra att omhänderta. När Peters flotta  den 9 maj slutligen anlände hade de ryska trupperna kvar förnödenheter för bara tre dagar. Ryska trupper bildade också försvar till Trångsund för att blockera staden från havet.
En svensk eskader, som bestod av sju linjeskepp och tre fregatter samt deras respektive stödfartyg, under befäl av amiral Gustav Wattrang, hade försenats på grund av ostliga vindar och anlände först efter att den ryska flottan hade lämnat Viborg på väg till Sankt Petersburg. Eftersom den svenska eskadern till följd av det ryska försvaret inte kunde närma sig staden, valde man att bilda en egen blockad utanför Trångsund för att fånga de få ryska fartyg som ännu fanns kvar. Men på grund av eskaderns sena ankomst hade staden i praktiken redan fallit och dess kapitulation var bara en tidsfråga.
Vid  Peter den stores ankomst till Viborg gjorde han en omedelbar inspektion av de svenska befästningarna och utarbetade "anvisningar om förberedelser för ett angrepp mot Viborg". I dessa fanns planer på att bygga två kanonbatterier och tre mörsarbatterier, med totalt 60 kanoner och 18 mörsare riktade mot Viborgs fästning. Han beordrade även att 140 lätta mörsare skulle placeras ut för att slå ut fiendens trupper från murarna under ett sista anfall och utföra nattliga bombningar. Peter den store lämnade 20 kanoner, tio mörsare och 50 lätta mörsare i reserv, vilka skulle användas under ett fullt bombardemang mot fästningen. Han föreslog också att man skulle använda brandskepp från havet, men dessa kom aldrig att användas.
Byggandet av de batterier som angavs i Peter den stores "instruktioner" inleddes den 17 maj, och några av batterierna färdigställdes den 24 maj. I en rapport nämns det att under konstruktionen skickades en stilleståndsbudbärare från Viborgs fästning med en begäran om att ryska trupper skulle ge fri passage för en kurir att leverera brev till den svenske generalen Georg Lybecker; en begäran som dock avslogs. Det finns även dokument som visar att en svensk flotta anlände till Viborg och blev tillbakaslagen av ryssarna. Dock nämns inte budbäraren eller sjöslaget i några andra källor. Fjodor Apraksin skrev till tsaren att han "inte kunde föreställa sig" att en svensk flotta skulle kunna skickas till Viborg, fastän han för säkerhets skull ändå vidtog försiktighetsåtgärder. Under denna tid skickades Ivan Botsis ut med en galärflotta för att blockera ingången till viken. Ryssarna blockerade därmed hela Viborg.

### Svensk kapitulation
I ett brev skrivet den 29 maj konstaterade Fjodor Apraksin att arbetet med artilleribatterierna på hans sida av Viborg var färdigt, och att arbetet med att fylla batterierna på Bergholtz sida ännu inte var klart (även om tio mörsare redan fanns på plats) på grund av "stora träsk och stenig [jord]". Han frågade Peter den store om han skulle vänta med att bygga färdigt batterierna på Bergholtz eller gå vidare med beskjutningen utan honom; Apraksin själv lutade åt det sistnämnda då han inte vill förlora tid och förnödenheter, och eftersom Bergholtzs sida av fästningen ändå var för tungt befäst för att kanonerna skulle kunna göra tillräcklig skada. Tsaren var överens med Apraksin om att det inte fanns någon anledning att vänta, och beordrade att bombardemanget skulle starta så snart som möjligt. Dock ledde detta till ett annat problem: det var omöjligt att kunna transportera artilleriet över den steniga marken utan att det hördes. Det fanns också mer dagsljus vid den tiden på året. På grund av Viborgs nordliga läge gick solen ner först cirka kl. 21:00. Detta innebar att skymningen varade nästan hela natten, och den svenska försvarselden kunde fortsätta längre, vilket orsakade ytterligare ryska förluster.
Trots detta kunde det andra bombardemanget av fästningen påbörjas den 1 juni, då Bergholtz hade fått ytterligare 13 kanoner till sitt förfogande. Beskjutningen pågick till den 6 juni och medförde att "det öppnades ett stort hål [och] att två bataljoner var uppradade på vardera sidan beredda att inta staden". Under dessa sex dagar avfyrades totalt 2 975 mörsarkulor och 1 539 kanonkulor. Svenskarna avfyrade 7 464 skott från kanonerna och 394 från mörsarna. Under det första och det andra bombardemanget avfyrades ungefär lika många skott, men det andra bombardemanget var mycket mer förödande för svenskarna. Detta berodde på flera faktorer; de skott som avfyrades under det andra bombardemanget var av högre kaliberammunition och gjorde större skada per runda, och eldhastigheten var dessutom mycket mer intensiv. Det första bombardemanget höll på i en månad, medan den andra bara varade i sex dagar.
Den 6 juni fattade ryssarna beslut om att göra ett större anfall mot fästningen i hopp om att det skulle bli det sista. De kommande två dagarna tillbringade man med förberedelser, och de som skulle leda "stormningen" hade redan valts ut. Men den 9 juni skickade den svenska sidan ut en annan stilleståndsbudbärare som sade att de var redo att ge upp. Den 13 juni kapitulerade den svenska garnisonen i Viborg, innan något direkt anfall ägt rum. Den kapitulerade svenska garnisonen uppgick till cirka 3 880 man, däribland 156 officerare och 3 274 soldater av lägre rang. De svenska förlusterna beräknas till cirka 2 500 man. I motsats till vad man kommit överens om i kapitulationsdokumenten tog ryssarna tillfånga samtliga friska män som var kvar i garnisonen, medan 877 sårade soldater samt 169 kvinnor och barn transporterades till Helsingfors ombord på amiral Wattrangs fartyg.

## Konsekvenser

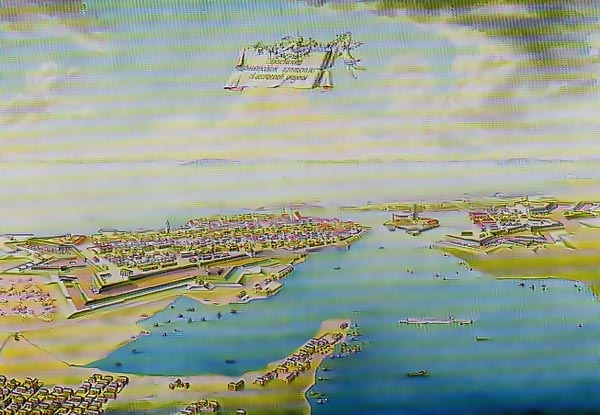
Viborg i slutet av 1700-talet, efter att ha byggts upp på nytt av ryssarna.

Peter den store skrev i sina brev där han tillkännagav Viborgs erövring, att "från och med nu är Sankt Petersburg slutligen säkrat". Tsaren sade att Viborg skulle bli en "säker buffert" till den nya huvudstaden. Genom erövringen av Viborg hade flera viktiga strategiska mål nu uppnåtts. Det ryska imperiet fick betydligt enklare tillträde till Östersjön, där ryssarna kunde påbörja flera anfall mot Finland, och en stor fästning som kunde försvara den nya huvudstaden Sankt Petersburg. Tsaren beordrade att fortet skulle renoveras med hjälp av en speciell armédivision och av lokala bönder.
Ett försök att återerövra staden gjordes under ledning av den nya svenska generalguvernören över Finland Carl Nieroth med en armé på 10 000 man understödda av amiral Olof Wernfelts eskader bestående av 6 linjeskepp, tre fregatter och 3 brigantiner. Det svenska lätta infanteriet började sina operationer redan under våren 1711 och sjöblockaden hade varit på plats under större delen av sommaren. De svenska trupperna härjades av en pest som hade slagit till i Finland i slutet av år 1710 och som bland annat tog död på nästan tusen av Helsingfors medborgare, vilket var närapå hälften av stadens befolkning på den tiden. Samma pest hade härjat också i Karlskrona, vilket gjorde det svårt för Sverige att skicka ut sina flottstyrkor till Finland och det dröjde därför till slutet av juni innan dessa kunde segla  ut. Den svenska belägringen från land påbörjades under hösten. Men eftersom Karl XII vägrade att skicka fram fler trupper och förnödenheter från Sverige till belägringstrupperna var belägringen dömd att misslyckas. Den 2 december 1711 tvingades de svenska flottstyrkorna att, på grund av isigt vatten och hårt väder, dra sig tillbaka, och vid juletid tvingades även belägringstrupperna dra sig tillbaka. Nieroth, som hade stärkt hela Finland, omkom plötsligt den 25 januari 1712 och efterträddes av Georg Lybecker.

### Strategisk betydelse

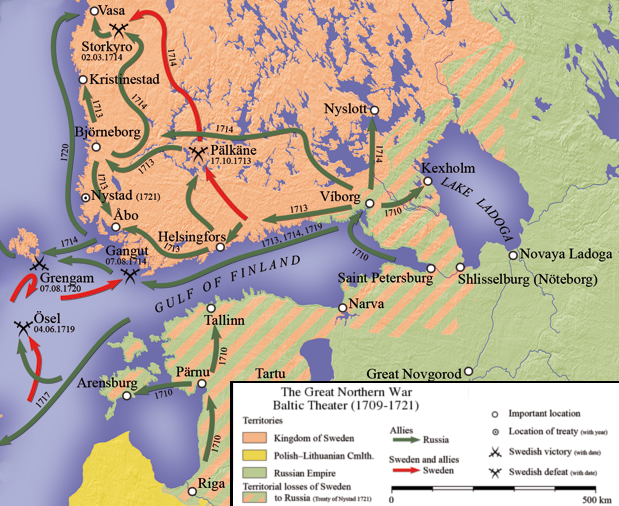
Stora nordiska kriget i Finland.

Med förlusten av Viborg förlorade svenskarna en viktig hamnstad, och deras verksamhet i Finska viken begränsades. Rysslands ockupation av Viborg gjorde det möjligt för ryska trupper att etablera en militärbas i staden för att leverera trupper och bygga fartyg, samt att utöka flottans verksamhetsområde. Viborg visade upp sin betydelse som en viktig militärbas från 1712 till 1714, då ryssarna, med startpunkt i Viborg, gjorde stora fälttåg i Finland. Således gav erövringen av Viborg och Karelen upphov till att fastställa utgången av det stora nordiska kriget genom inrättandet av en mellanstation för vidare militära aktioner.
Under fredssamtalet med Sverige tog man upp "Viborgfrågan", och Peter den store gav instruktioner till sin representant, Andrej Osterman, om att sätta press på Sverige att avstå Viborg och Riga oavsett situationen. Således, efter freden i Nystad, blev Viborg officiellt införlivat in i det ryska imperiet. En ny period inleddes därmed i stadens multinationella historia, där ryska influenser kom att blandas med stadens tidigare svenska, finska och tyska kultur.